# Angistrius
Angistrius is een geslacht van hooiwagens uit de familie Cranaidae.
De wetenschappelijke naam Angistrius is voor het eerst geldig gepubliceerd door Roewer in 1932. 

## Soorten
Angistrius is monotypisch en omvat slechts de volgende soort:
- Angistrius abnormis